# Jacobus Nicolaas Boshoff
Jacobus Nicolaas Boshoff (Montagu, 13 januari 1808 - Pietermaritzburg, 21 april 1881) was de tweede staatspresident van de Oranje Vrijstaat.

## Levensloop
Boshoff was van hugenootse afkomst; de achternaam van zijn familie was oorspronkelijk Bouseau en vernederlandst naar Boshoff.
Boshoff was een van de originele Voortrekkers die de Republiek Natalia stichtte en maakte daar carrière als politicus tot de annexatie van Natalia door het Verenigd Koninkrijk.
Bij de verkiezingen van 1855 werd Boshoff gekozen tot staatspresident van Oranje Vrijstaat. Problemen met de Volksraad en de Basotho leidden uiteindelijk tot zijn ontslag en terugkeer naar Natal in 1859, waar hij in 1881 stierf.